# The Yellow and Black Attack
The Yellow and Black Attack (auch: The Yellow and Black Attack!) ist die 1986 erschienene Erweiterung des gleichnamigen Minialbums (EP) aus dem Jahr 1984 der White-Metal-Band Stryper.

## Entstehungsgeschichte
Die Lieder des Demobandes von Stryper gefielen den Verantwortlichen von Enigma Records, sodass sie die Gruppe verpflichteten und ein Budget von 6.000 US-Dollar für professionelle Aufnahmen zur Verfügung stellten. Was sie nicht wussten, war, dass die Texte bis zur Studioeinspielung eine Umarbeitung in christliche Richtung erfuhren. Nachdem das Label in Anbetracht der gewagten Kombination von Heavy Metal und christlichen Glaubensbekundungen vorsichtigerweise von der Debüt-EP 1984 nur eine kleine Auflage hatte pressen lassen, wurde sie aufgrund des großen Verkaufserfolges des eine Album-Spieldauer aufweisenden Nachfolgers Soldiers Under Command um zwei Stücke erweitert 1986 als Vinyl-LP und CD wiederveröffentlicht und ebenfalls hervorragend verkauft. Die gelbe 1984er-Vinylplatte und die japanische CD-Ausgabe gelten als begehrte Sammlerobjekte. Letztere beinhaltet außer den beiden zuvor auf einer 12"-Single beziehungsweise 7"-Picture-Disc veröffentlichten Titeln noch das Stück Winter Wonderland, das ebenfalls zuvor als Single erhältlich war.

## Cover-Artwork
Die Vorderseite der Schallplattenhülle des Minialbums besteht aus einer Zeichnung von Mike Lemos. Abgebildet ist das Weltall mit der Erde und dem Mond. Die Kontinente der Erde sind gelb-schwarz gestreift. Der Mond ist vollständig an der Seite der Erde zu sehen. Aus dem unteren Rand des Covers, gewissermaßen aus den „Tiefen des Weltalls“, deutet eine durchsichtige aurastrahlende Hand in Richtung Erde. Sie ist unschwer als Gottes Hand zu deuten. Vier unterschiedliche Typen von Marschflugkörpern (Cruise-Missiles), jeweils mit den Initialen eines der Bandmitglieder beschriftet, zielen der weisenden Hand folgend auf die Erde. Auch die zerstörerischen Raketen sind in Gelb-Schwarz gehalten, und sie tragen neben den Initialen alle die Ziffernfolge „777“, die einen „Gegenwert“ zur in der biblischen Apokalypse genannten „Zahl des Tieres“, nämlich der „666“, darstellt. Der Plattentitel steht mittig zwischen dem Erdball und den herannahenden Cruise-Missiles, das Bandlogo befindet sich zwischen oberem Rand und dem Erde-Mond-Gespann. Bei der Erstpressung war das Bild zu dunkel geraten und es wurde der untere Rand zu viel beschnitten, sodass lediglich der ausgestreckte Zeigefinger der Gotteshand erkennbar ist. Das Cover des folgenden Albums Soldiers Under Command ziert dann erneut ein martialisches Motiv: Die Band posiert schwerbewaffnet vor einem gelb-schwarz gestreiften Panzerwagen.
Die Neuauflage zeigt eine fast die gesamte Cover-Vorderseite einnehmende Erde, gezeichnet von Tom Utley, mit mehreren – je nach Deutung – kometenschweifähnlichen Einwirkungen oder Ausstrahlungen. Bandlogo und (nur bei der CD) Albumtitel sind schräg über das Bild gelegt.
Die Rückseiten beider Versionen zeigen die Band. Beim Minialbum ist es ein von Jackie Salow aufgenommenes Gruppenfoto, bei der Wiederveröffentlichung sind es vier Ganzkörperfotos der Mitglieder. Diese Fotos stammen von Glen La Fermin. Der Metal-Experte Martin Popoff meinte dazu, dass er niemals derart feminine männliche Metalmusiker gesehen habe.

## Titelliste (EP, 1984)
1. Loud ’N’ Clear (Michael Sweet) – 3:34
2. From Wrong to Right (M. Sweet, Robert Sweet, Oz Fox) – 3:51
3. You Know What to Do (M. Sweet, R. Sweet, Fox, Tim Gaines) – 4:47
4. Co’Mon Rock (M. Sweet) – 3:46
5. You Won’t Be Lonely (M. Sweet) – 3:43
6. Loving You (M. Sweet) – 4:15

## Titelliste (Japan-CD, 1984; LP und CD, 1986)
1. Loud ’N’ Clear (Michael Sweet) – 3:34
2. From Wrong to Right (M. Sweet, Robert Sweet, Oz Fox) – 3:51
3. My Love I’ll Always Show (M. Sweet) – 3:38
4. You Know What to Do (M. Sweet, R. Sweet, Fox, Tim Gaines) – 4:47
5. Co’Mon Rock (M. Sweet) – 3:46
6. You Won’t Be Lonely (M. Sweet) – 3:43
7. Loving You (M. Sweet) – 4:15
8. Reason for the Season (M. Sweet, R. Sweet) – 6:30
9. Winter Wonderland (nur Japan-CD) – 3:16

## Stil
Die Musikmagazine Faces Rocks (USA), Metal Hammer (Deutschland) und Crash (Deutschland) betonten 1986/87 bei mehr oder weniger vorhandener Skepsis den textlichen Botschaften und dem poserhaften Auftreten gegenüber die Qualität der Musik und ordneten diese dem „melodischen Heavy Rock“ zu. Alex Gernandt klassifizierte die Mehrzahl der Lieder im Crash als „krachende HM-Fetzer“ (Loud ’N’ Clear, From Wrong to Right, Co’Mon Rock) und „melodiöse Heavy-Rocker mit kernigem Gitarrensound“ (You Know What to Do, Loving You). You Won’t Be Lonely bezeichnete er als „schöne Ballade“ und My Love I’ll Always Show als „harmonisch-ruhige Ballade“. Zum Abschluss gebe es mit Reason for the Season noch „stampfenden Power Rock“.
Die Rock Hard Enzyklopädie aus der Rock-Hard-Redaktion nennt das Album eine „harte Platte, deren Verkaufszahlen sogar die von Ratt und Mötley Crüe übertreffen“. The Guinness Who’s Who of Heavy Metal von Colin Larkin charakterisiert es als gängigen Hard Rock mit schlichten Texten und Harmonien in hoher Stimmlage. Mark Allan Powell schrieb in seiner Encyclopedia of Contemporary Christian Music, es enthalte Knochenbrechersongs im Headbanger-Stil nebst einer typischen Ballade (in der Erstausgabe nur diese eine), die auch als irdisches Liebesbekenntnis durchgehen könne. Martin Popoff erkannte die Gitarrenarbeit in seinem Buch The Collector’s Guide of Heavy Metal Volume 2: The Eighties als flüssig und feurig an. Rifftechnisch sei aber nichts innovativ. Zu hören gebe es melodische Anwerbungen auf Erden und hymnische Refrains für die Himmelssphäre.
Am ausführlichsten setzen sich Internetrezensenten mit dem Werk auseinander. In seiner Rezension für die Plattform Allmusic merkt Alex Henderson an, dass es Stryper mit solch eingängigen Stücken wie You Know What to Do, Co’Mon Rock und Loud ’N’ Clear gelungen sei, eine religiöse Botschaft zu verbreiten, ohne zu predigen. Während die Uptempo-Songs dem Metal-Standard entsprächen, seien die Balladen schwer zu ertragen, denn You Won't Be Lonely und My Love I'll Always Show seien unerträglich hochgradig süßlich. Georg Weihrauch von powermetal.de imponiert die „Ungeschliffenheit“ bei den dennoch schlichten Songstrukturen. Die deutlich christlichen Texte seien „eines der stärksten Bollwerke gegen die damals grassierende Satanismus-Welle in der Rockmusik“ gewesen. Loud ’N’ Clear und From Wrong to Right seien vorwärtstreibende Rock-Songs. Michael Sweet klinge „stimmlich jedoch noch nicht so gereift wie auf den späteren Alben“. Dafür seien die melodischen Gitarrensoli von Oz Fox eindringlich. Mit My Love I’ll Always Show folge eine Schmalzballade. Das nächste Stück kommentiert Weihrauch: „You Know What To Do ist dann wieder eine straightere Nummer, mit Stryper-typischen Riffs und Vox, bei dem Song wird Oz Fox auch wieder ausgiebig die Möglichkeit geboten[,] seine Virtuosität an der Gitarre zur Schau zu stellen. Eigentlich der stärkste Song auf dem Debut.“ Das darauffolgende Co’Mon Rock sei das Stück „mit dem höchsten Tempo des Albums“. Loving You und Reason for the Season seien dann noch zwei im Midtempo gehaltene, ein starkes Album abrundende Lieder. Christopher Long bemängelt auf puregrainaudio.com, dass die Neuauflage neu abgemischt und dadurch der Originalklang verwässert worden sei. Nur die Erstversion von The Yellow and Black Attack sei roh und durchschlagend, eben „solider, schwerer Rock“.
Für angelicwarlord.com verfasste Andrew Rockwell eine gründliche Betrachtung. Darin bescheinigt er Michael Sweet eine Stimme mit großem Umfang, viel Kraft und Dynamik, weshalb er zu den besten Metal-Sängern zu zählen sei. Was seine Gitarrenarbeit angehe, beschränke sich diese nicht nur auf den begleitenden Rhythmuspart, sondern in zwei Songs habe er auch die Leadgitarre übernommen. Oz Fox erweise sich als ein großes Talent, das eine schnellere und kantigere Spieltechnik beisteuere, die am besten bei Loud ’N’ Clear und Co’Mon Rock zum Tragen komme. Für eine solide Rhythmusgrundlage würden Robert Sweet und Tim Gaines sorgen. Das Album sei, meint Rockwell, eine wirkungsvolle Kombination aus schnellen Melodic-Metal-Nummern wie Loud ’N’ Clear, Co’Mon Rock und Loving You einerseits und den kommerzielleres Hardrock-Feeling verbreitenden You Know What to Do und You Won’t Be Lonely andererseits. Das stürmische From Wrong to Right hingegen stoße in klassische Metal-Gefilde vor. Hier werde die christliche Botschaft am deutlichsten ausgedrückt („All say Jesus is the way“). Im Einzelnen: Loud ’N’ Clear weise gleich zu Beginn die für die Band typischen Gesangsharmonien auf, während You Know What To Do das Album in eine geradlinige melodische Hardrock-Richtung bewege. Co’Mon Rock zähle zu den härtesten Liedern Strypers. Ein „glühendes Gitarrenriff“ peitsche das Stück energiegeladen und aggressiv voran. Der Refrain sei hymnenhaft. Anzumerken wäre ferner, dass das Wort „Rock“, das auch in The Rock That Makes Me Roll (1985) und Can’t Stop the Rock (1991) Verwendung findet, bei Stryper neben dem Musikstil zugleich wörtlich für „Fels“ steht, was wiederum „Jesus“, „Gott“ oder „Glaube“ bedeutet. Unter den sechs Liedern der Erstveröffentlichung wirke der Hard-Rock-Song You Won’t Be Lonely am entspanntesten, obwohl auch hier Oz Fox ein rasantes Gitarrensolo spiele. Hinreißend melodisch, aber immer noch Heavy Metal sei Loving You. Das Stück erzählt von der Wandlung eines unzufriedenen Menschen durch die Hinwendung zu Gott in einen von Zwängen befreiten und somit glücklichen. Wie Long bedauert auch Rockwell, dass die Neuabmischung aus der kantigen Urversion eine verwässerte Kommerzscheibe gemacht habe.

## Bewertungen
Gute Bewertungen erhielt das Album vom Rockmagazin Crash mit 5 von 6 möglichen Punkten, vom Metal Hammer mit 5 von 7 möglichen Punkten und der Website angelicwarlord.com, bei deren Rating-System 85 % heraussprangen. Schwächere Noten vergaben Allmusic mit 2 von 5 möglichen Sternen und Martin Popoff in seinem Plattenbewertungs-Guide mit 4 von 10 möglichen Punkten.

## Bedeutung
Nur allein schon das Noch-nie-Dagewesene, dass Metal mit Gottesbotschaften verbunden wurde und damit eine Antithese zur Teufelsfokussierung einiger Metalbands darstellte, machte Stryper bekannt.
Dank der musikalischen Qualität überstand Stryper auch den Spott, der bisweilen über ihr Erscheinungsbild ausgegossen wurde. Stryper war eine Band, die hart rockte und beiläufig aus Christen bestand, und nicht eine Gruppe von Christen, die nach Wegen suchte an „Teufelsmusik verlorene Seelen“ zu erreichen. So konnte The Yellow and Black Attack zum bahnbrechenden Ereignis für die christliche Musikszene werden, indem es ein neues Genre, das den Namen „White Metal“ erhielt, begründete.
Dieses heute als Klassiker geadelte Minialbum war seinerzeit die Blaupause für Nachahmer wie Barren Cross, Bloodgood, Bride, Guardian, Sacred Warrior, Shout oder Whitecross.
Die Leaderdogs for the Blinds eröffneten 1996 ihr Debütalbum mit einem Lied namens The Yellow and Black Attack. Ein Tribut in besonderem Maße zollte die Band Guardian Strypers Debütwerk, als sie 1998 das komplette Album unter dem Projektnamen The Yellow and Black Attack coverte.